# 周文在
周文在（1906年3月—1994年4月10日），江苏常熟人，中国人民解放军将领、中国人民解放军开国少将。

## 生平
1925年，加入中国共产党。1926年，入黄埔军校学习。在国民革命军第二方面军第20军学兵营任连政治指导员。参加了南昌起义。第一次国共内战时期，在上海等地从事党的秘密工作。抗日战争爆发后，任江南人民抗日义勇军第3支队副支队长。转入新四军后，先后任挺进纵队第1团营政治教导员、副营长，苏北指挥部第1纵队军需处处长。1940年11月，任新四军第3纵队7团政治处主任。1941年3月，任新四军第1师1旅供给部政治委员，后任苏中军区第三军分区政治部组织科科长。1943年，任第1旅政治部副主任兼组织科科长。1944年7月，任中共泰州县委书记兼县独立团政治委员，后任苏中军区第二军分区政治部主任。抗战胜利后，任苏中军区政治部组织部部长，华中野战军第7纵队政治部副主任兼组织部部长。1947年2月，任华东野战军第11纵队政治部副主任，后任苏北兵团政治部组织部部长，第10兵团政治部组织部部长。1949年1月，任第三野战军第10兵团副参谋长。参加了苏中战役、淮海战役、渡江战役等。
中华人民共和国成立后，先后任第10兵团兼福建军区干部部部长，福州军区干部部部长、军区政治部副主任。1966年5月任福州军区副政治委员。1955年，授予中国人民解放军少将。1955年获三级八一勋章、二级独立自由勋章、一级解放勋章。1988年获一级红星功勋荣誉章。1994年4月10日在苏州逝世。